# Canama dorcas
Canama dorcas là một loài nhện trong họ Salticidae.
Loài này thuộc chi Canama. Canama dorcas được Tord Tamerlan Teodor Thorell miêu tả năm 1881.